# Novella Calligaris
Novella Calligaris, née le 27 décembre 1954 à Padoue, est une ancienne nageuse italienne spécialiste des épreuves en nage libre et en quatre nages. Meilleure nageuse italienne de l'histoire, elle a remporté trois médailles olympiques ainsi que trois distinctions mondiales dont un titre. La nageuse est également ancienne détentrice d'un record du monde et de nombreux records d'Europe.

## Biographie
La nageuse remporte son premier titre national à 13 ans. À seulement 14 ans, Novella Calligaris bat son premier record d'Europe et monte pour la première fois sur un podium européen en 1970.
En 1972, l'Italienne participe au rendez-vous olympique lors des Jeux de Munich. Elle y est engagée sur plusieurs épreuves en nage libre et en quatre nages, ses deux spécialités. Sur l'épreuve du 400 mètres nage libre tout d'abord, Calligaris enlève la médaille d'argent derrière l'Australienne Shane Gould alors âgée de 15 ans. L'Italienne décroche une seconde médaille sur 800 mètres en échouant derrière l'Américaine Keena Rothhammer et de nouveau Shane Gould. Enfin, sur le 400 mètres quatre nages, la nageuse remporte le bronze, sa troisième récompense olympique. Elle devient la première nageuse italienne à monter sur un podium olympique, une performance seulement réalisée depuis par Federica Pellegrini en 2004 à Athènes.
L'année suivante, à l'occasion des premiers championnats du monde de natation organisés à Belgrade, Calligaris remporte son premier et unique titre mondial en améliorant le meilleur temps de l'histoire sur l'épreuve du 800 mètres nage libre. Première nageuse italienne à battre un record du monde, elle décroche également deux autres médailles (troisième sur 400 m et 400 m 4 nages).
En 1986, l'ancienne nageuse est récompensée par l'International Swimming Hall of Fame, musée sportif distinguant les personnalités les plus importantes des sports aquatiques. Après sa carrière sportive, elle intègre le Comité national olympique italien (CONI) puis devient consultante pour la RAI.

## Hommage
Le 7 mai 2015, en présence du président du Comité national olympique italien (CONI), Giovanni Malagò, a été inauguré  le Walk of Fame du sport italien dans le parc olympique du Foro Italico de Rome, le long de Viale delle Olimpiadi. 100 tuiles rapportent chronologiquement les noms des athlètes les plus représentatifs de l'histoire du sport italien. Sur chaque tuile figure le nom du sportif, le sport dans lequel il s'est distingué et le symbole du CONI. L'une de ces tuiles lui est dédiée .

## Palmarès

### Jeux olympiques
- Jeux olympiques de 1972 à Munich (Allemagne) :
  -  Médaille d'argent sur l'épreuve du 400 mètres nage libre.
  -  Médaille de bronze sur l'épreuve du 800 mètres nage libre.
  -  Médaille de bronze sur l'épreuve du 400 mètres quatre nages.

### Championnats du monde
- Championnats du monde 1973 à Belgrade (Yougoslavie) :
  -  Médaille d'or sur l'épreuve du 800 mètres nage libre (record du monde).
  -  Médaille de bronze sur l'épreuve du 400 mètres nage libre.
  -  Médaille de bronze sur l'épreuve du 400 mètres quatre nages.

### Championnats d'Europe
- Championnats d'Europe 1970  à Barcelone (Espagne) :
  -  Médaille de bronze du 800 mètres nage libre.
- Championnats d'Europe 1974  à Vienne (Autriche) :
  -  Médaille d'argent du 800 mètres nage libre.
  -  Médaille de bronze du 400 mètres nage libre.

### Divers
- 76 titres nationaux.

## Records
Novelle Calligaris a battu le record du monde du 800 mètres nage libre en finale des Mondiaux 1973 organisés à Belgrade. Améliorant l'ancienne marque de l'Américaine Keena Rothhammer qui datait de 1973, l'Italienne est dépossédée de son record en janvier 1974 par l'Australienne Jenny Turrall. Elle a par ailleurs battu 21 records d'Europe.